# Chuj jezik
Chuj jezik (ISO 639-3: cac; prije nazivan San Sebastián Coatán Chuj), jedan od dva jezika skupine chuje, majanska porodica, nekad dijeljen na dva različita chuje jezika, ixtatán chuj (Chuj de San Mateo Ixtatán) [cnm] s 22 130 govornika u Gvatemali (1991 SIL) na zapadu derpartmana Huehuetenango i San Sebastián Coatán Chuj [cac] u Huehuetenangu uz rijeku Coatán s 19 458 govornika (1991 SIL).

## Vanjske poveznice
- Ethnologue (14th)
- Ethnologue (15th)